# Dominique Arly
Pour les articles homonymes, voir Arly (homonymie).
Dominique Arly, né Constant Pettex le 8 novembre 1915 à Flumet dans le département de la Savoie en France et mort le 14 novembre 2009 à Aoste, en Isère (France) où il était instituteur, est un écrivain français, auteur de roman policier. Sous les pseudonymes Dominique Égleton et Dominique Égly, il publie de la littérature pour la jeunesse et de la littérature érotique.

## Biographie
Dès son enfance, il démontre des dons pour l'écriture et gagne à huit ans un concours de poésie organisé par Franc-Nohain dans L'Écho de Paris.  Puis, il rédige sa rédaction du certificat d'études primaires en vers, obtient la note maximale de 10 sur 10 et reçoit un prix spécial de l'inspection académique. En 1935, il publie un essai, intitulé Je veux vivre, signé Dominique Égleton. Il suit les cours de l'école normale primaire et devient instituteur, avant d'être nommé directeur d'école. De 1948 à 1980, il collabore au quotidien Le Progrès.
Sous le pseudonyme de Dominique Égleton, il publie en 1946 deux romans, Les Feuilles du matin et Neige, puis plusieurs ouvrages pour l'enfance.
En 1964, il interviewe Frédéric Dard qui lui conseille de se lancer dans le roman policier. En 1966, sous le pseudonyme de Dominique Arly, il publie Les Revenantes dans la collection Angoisse du Fleuve noir. Il devient un des piliers de cette maison d'édition en y faisant paraître dix-neuf romans dans la collection Angoisse et quarante-cinq dans la collection Spécial Police. Dans Les Ficelles du pantin, paru en 1967, dont l'action se situe dans un collège, il « insuffle vérité et émotion (…) qui n'est pas sans rappeler Les Disparus de Saint-Agil de Véry ».
Dans les années 1980, il publie treize romans érotiques signés Dominique Égly.

## Œuvre

### Romans signés Dominique Arly

#### Dans la collectionAngoissedu Fleuve noir
- Les Revenantes no 126 (1966)
- Comme un sépulcre blanchi no 132 (1966)
- Leur âme au Diable no 145 (1967)
- L'Image fantôme no 153 (1968)
- Le Montre de Green Castle no 157 (1968)
- Les Grelots de la folie no 164 (1969)
- La Dernière Sorcière no 172 (1969)
- Les Pistes maudites no 180 (1970)
- Les Ailes de flamme no 187 (1970)
- L'Immonde Banshee no 193 (1971)
- Maléfique Hermès no 200 (1971)
- Les Abominables no 208 (1971)
- Écrit de l'au-delà no 215 (1972)
- Tout ce qui tombe no 220 (1972)
- La Chair du démon no 224 (1972)
- La Prison de chair no 236 (1973)
- Le Manuscrit maudit no 245 (1973)
- Perfide Asmodée no 250 (1974)
- Au-delà du cauchemar no 258 (1974)

#### Dans la collectionSpécial Policedu Fleuve noir
- Meurtre en eurovision no 556 (1966)
- Les Ficelles du pantin no 604 (1967)
- La Menteuse no 660 (1968)
- Feu l'ami Pierrot no 692 (1968)
- Celle qui expia no 717 (1969)
- Votre sale vérité no 755 (1969)
- Crime sous le Mont Blanc no 789 (1970)
- Au bord du vide no 819 (1970)
- Un guide pour la mort no 861 (1971)
- Adieu, Isola Bella ! no 880 (1971)
- Chacun sa musique no 916 (1971)
- Si petite ! no 932 (1972)
- Plus longtemps mort no 956 (1972)
- La Fille dans le trou no 981 (1972)
- Faites-moi une fleur no 1010 (1973)
- L'Étoile dans le brouillard no 1024 (1973)
- La Nasse no 1045 (1973)
- Funèbre Cavalcade no 1059 (1973)
- Les Nerfs en boule no 1079 (1974)
- Les Créanciers no 1097 (1974)
- Le Soleil et la Mort no 1110 (1974)
- Une blonde en noir no 1129 (1974)
- Nouées d'un ruban noir no 1142 (1974)
- Chambre à gaz no 1156 (1975)
- Fugue à Lesbos no 1164 (1975)
- Froide comme du marbre no 1176 (1975)
- Isabelle et la Bête no 1199 (1975)
- Les Moulins de Létéa no 1207 (1975)
- Le Dernier Chèque no 1228 (1975)
- Une si jolie majorette no 1249 (1976)  (ISBN 2-265-00008-6)
- L'Ombre d'Elsa no 1259 (1976)  (ISBN 2-265-00030-2)
- On demande un minable no 1275 (1976)  (ISBN 2-265-00100-7)
- Drôlement rétro no 1296 (1976)  (ISBN 2-265-00192-9)
- Délices au kirsch no 1312 (1977)  (ISBN 2-265-00266-6)
- Un si brave homme no 1331 (1977)  (ISBN 2-265-00345-X)
- Dix filles dans un pré no 1354 (1977)  (ISBN 2-265-00438-3)
- Le Forcené no 1367 (1977)  (ISBN 2-265-00473-1)
- La Honteuse Blessure no 1401 (1978)  (ISBN 2-265-00619-X)
- La Grillade du chef no 1420 (1978)  (ISBN 2-265-00705-6)
- Les Raisins de la mort no 1436 (1978)  (ISBN 2-265-00759-5)
- Une môme à dessaler no 1455 (1978)  (ISBN 2-265-00827-3)
- Un bon jus bien chaud no 1466 (1979)  (ISBN 2-265-00905-9)
- Le Poignet tailladé no 1477 (1979)  (ISBN 2-265-00933-4)
- Une fleur en hiver no 1501 (1979)  (ISBN 2-265-01051-0)
- Les Vieux Coffiots no 1516 (1979)  (ISBN 2-265-01106-1)
- Stop-bar no 1539 (1980)  (ISBN 2-265-01177-0)
- Le Vin mauvais no 1554 (1980)  (ISBN 2-265-01240-8)

### Romans signés Dominique Égly

#### Dans la collection Alcôve des Éditions Phénix
- Elles disent toutes oui no 206 (1980)  (ISBN 2-85235-142-0)
- La Perverse Inconnue no 207 (1980)  (ISBN 2-85235-145-5)
- Adorables Patineuses no 213 (1981)  (ISBN 2-85235-157-9)
- Une si belle envie no 214 (1981)  (ISBN 2-85235-159-5)
- De brûlants souvenirs no 217 (1981)  (ISBN 2-85235-165-X)
- Créatures de rêve no 220 (1982)  (ISBN 2-7167-0884-3)
- L'Auberge rose no 224 (1982)  (ISBN 2-7167-0905-X)

#### Dans la collection Frivole aux Éditions Eurédif
- L'Innocent aux mains pleines no 129 (1983)  (ISBN 2-7167-0982-3)
- Une belle menteuse no 132 (1983)  (ISBN 2-7167-1029-5)
- Un amour tout nu no 136 (1983)  (ISBN 2-7167-1073-2)
- Les Chichiteuses no 141 (1984)  (ISBN 2-7167-1113-5)
- Bonne à tout faire no 144 (1984)  (ISBN 2-7167-1183-6)
- Péchés cachés no 147 (1985)  (ISBN 2-7167-1216-6)

### Romans de littérature d'enfance et de jeunesse signés Dominique Égleton
- Michou et les Carottes, Éditions GP (1953)
- Zoupette et les Coquillettes, Éditions GP (1953)
- Michou et les Épinards, Éditions GP (1954)
- Zoupette et les Petits Pois, Éditions GP (1954)
- Zoupette et les Tomates, Éditions GP (1955)
- Un chant dans la forêt, Éditions GP, coll. « Super 1000 » no 40 (1966)
- Quelques brins d’edelweiss, Presses de la Cité (1967)
- Le Maître de la foudre, Éditions GP (1970)

### Autres romans signés Dominique Égleton
- Les Feuilles du matin, Éditions Lire (1946)
- Neige, Éditions Lire (1946)

### Essai signé Dominique Égleton
- Je veux vivre (1938)

## Sources
: document utilisé comme source pour la rédaction de cet article.
- Claude Mesplède (dir.), Dictionnaire des littératures policières, vol. 1 : A - I, Nantes, Joseph K, coll. « Temps noir », 2007, 1054 p. (ISBN 978-2-910-68644-4, OCLC 315873251), p. 30 (?).